# La bella di Lodi (romanzo)
La bella di Lodi è un romanzo di Alberto Arbasino pubblicato nel 1972. Fu fra i finalisti del Premio Campiello di quell'anno.
Una prima versione del romanzo era stata pubblicata da Arbasino nel 1961, come racconto, quindi con sviluppo non completamente definito, sulle pagine de Il Mondo. Da esso fu tratto, nel 1963, il film omonimo La bella di Lodi, interpretato da Stefania Sandrelli.
Scritto con stile sperimentale, il testo è infarcito di locuzioni gergali e dialettali.

## Soggetto
Il romanzo, ambientato negli anni sessanta del boom economico, narra la storia di Roberta, giovane possidente della borghesia lodigiana invaghitasi di Franco, un meccanico in servizio con l'A.C.I. sull'autostrada del Sole conosciuto casualmente su una spiaggia della Versilia in un pomeriggio d'estate. Mentre lei viene descritta come vulcanica imprenditrice del settore agroalimentare, orfana dei genitori ed allevata dai nonni, amante della bella vita, con studi compiuti a Milano e vacanze all'estero nei luoghi frequentati dal jet set, lui è il "tipo abbastanza convenzionale del ragazzaccio italiano brutto/bello dritto/stronzo coi capelli lunghi e le braccia grosse, vestito come viene viene, ma coi suoi jeans stretti da pifferaio." (dal secondo capitolo). La loro storia d'amore si trascinerà stancamente - ma ravvivata dalla forte attrazione sessuale - nel vano tentativo di lei di porsi come una sorta di pigmalione nei confronti del rozzo giovane meccanico al fine di farne un moderno manager di successo del settore automobilistico allora in espansione.

## Edizioni
- Alberto Arbasino, La bella di Lodi, Einaudi, Torino 1972;